# Szlachtowa

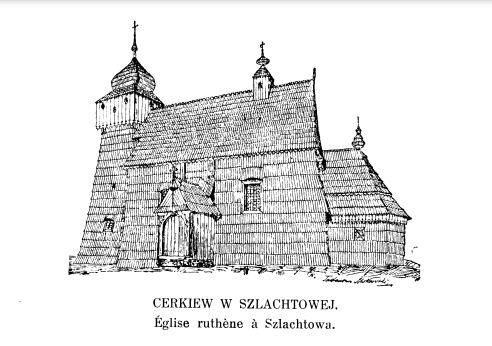
Cerkiew z XVII w. Rozebrana w 1905 roku

Szlachtowa (j. łemkowski Шляхтова) – wieś w Polsce położona w województwie małopolskim, w powiecie nowotarskim, w gminie miejsko-wiejskiej Szczawnica, nad rzeką Grajcarek, dopływem Dunajca.
| SIMC    | Nazwa     | Rodzaj    |
| ------- | --------- | --------- |
| 0963572 | Na Brzegu | część wsi |

## Położenie
Dawna wieś łemkowska położona na terytorium Beskidu Sądeckiego, w dolinach Sielskiego Potoku i Grajcarka. Jest najbardziej wysuniętą na zachód wsią w Polsce, zamieszkałą niegdyś przez autochtoniczną ludność rusińską. Dawniej tereny te określano jako Ruś Szlachtowska.
Do 31 grudnia 2007 roku była w granicach administracyjnych miasta Szczawnicy, kiedy to gmina miejska została przekształcona w gminę miejsko-wiejską.

## Historia
Została założona na fali tzw. kolonizacji wołoskiej przed rokiem 1581. W tym czasie wraz z sąsiednimi Jaworkami liczyła jedynie 4 gospodarstwa "wołoskie". Była własnością Piotra Nawojowskiego i posiadała parafię. Jak podawał Słownik geograficzny Królestwa Polskiego z 1890 r. wieś liczyła wówczas 176 domów i 725 mieszkańców, z czego 693 grekokatolików, 18 katolików i 14 żydów. 693 podawało się za Rusinów, 30 za Polaków, a 2 za Niemców. Wieś posiadała wówczas cerkiew parafialną grekokatolicką należącą do dekanatu muszyńskiego diecezji przemyskiej oraz szkołę ludową. Działał tartak, będący własnością hrabiów Stadnickich z Nawojowej. Ze względu na nieurodzajne gleby część mieszkańców zajmowała się w tym czasie druciarstwem: tutejsi druciarze wędrowali za zarobkiem po całej Galicji, Węgrzech i Królestwie Polskim.
7 lipca 1893 roku po godzinie 14:00 we wsi wybuchł pożar, który pochłonął 33 domy mieszkalne oraz 70 zabudowań gospodarskich.
6 grudnia 1926 roku z powodu wadliwej budowy komina zapalił się dach na szkole ludowej, ogień został ugaszony przez miejscową straż pożarną pod kierunkiem W. Zięby.

## Zabytki
Obiekt wpisany do rejestru zabytków nieruchomych województwa małopolskiego.
- Dawna cerkiew pw. MB. Pokrownej, obecnie kościół parafialny.

## Kultura
W miejscowości funkcjonuje Muzeum Pienińskie im. Józefa Szalaya.

## Osoby związane z miejscowością
- Ludwik Ruczka, polski duchowny rzymskokatolicki, poseł do Sejmu Krajowego Galicji i do austriackiej Rady Państwa, działacz społeczny.